# Omar Daley
Omar Daley (ur. 25 kwietnia 1981 w Kingston) – jamajski piłkarz występujący na pozycji pomocnika. Zawodnik bez klubu.

## Kariera klubowa
Daley seniorską karierę rozpoczynał w 2000 roku w zespole Hazard United. W 2003 roku zdobył z nim mistrzostwo Jamajki oraz Puchar Jamajki. W tym samym roku Hazard United zmienił nazwę na Portmore United, a Daley został wypożyczony do angielskiego Reading z Division One. Zadebiutował tam 25 sierpnia 2003 roku w zremisowanym 0:0 pojedynku z Rotherhamem United. W Reading spędził rok.
W połowie 2004 roku Daley przeszedł na wypożyczenie do Preston North End z Championship. Na początku 2005 roku wrócił do Portmore. W tym samym roku zdobył z nim mistrzostwo Jamajki, Puchar Jamajki oraz CFU Club Championship. W 2006 roku podpisał kontrakt z amerykańskim Charleston Battery (USL First Division), w którym spędził rok.
W styczniu 2007 roku Daley trafił do angielskiego Bradfordu City z League One. W tym samym roku spadł z nim do League Two. W 2009 roku został wybrany do jedenastki sezonu League Two. Przez część sezonu 2010/2011 grał na wypożyczeniu w innym zespole League Two, Rotherhamie United. W połowie 2011 roku odszedł z Bradfordu na wolny transfer.
Następnie podpisał kontakt ze szkockim Motherwell. W sezonie 2012/2013 wywalczył z nim wicemistrzostwo Szkocji. W latach 2013–2015 grał w amerykańskich zespołach Minnesota United oraz Oklahoma City Energy, a potem odszedł do jamajskiego Portmore United.

## Kariera reprezentacyjna
W reprezentacji Jamajki Daley zadebiutował w 2000 roku. W 2003 roku został powołany do kadry na Złoty Puchar CONCACAF. Zagrał na nim w meczach z Kolumbią (0:1), Gwatemalą (2:0) i Meksykiem (0:5), a Jamajka odpadła z turnieju w ćwierćfinale.
W 2005 roku Daley ponownie uczestniczył ze Złotym Pucharze CONCACAF. Wystąpił na nim w pojedynkach z Gwatemalą (4:3), RPA (3:3) oraz Meksykiem (0:1). W spotkaniu z Meksykiem otrzymał także czerwoną kartkę. Tamten turniej Jamajka zakończyła na fazie grupowej.
W 2011 roku Daley po raz trzeci znalazł się w zespole na Złoty Puchar CONCACAF.